# Art of Fighting (computerspelserie)
Art of Fighting is een serie computerspellen in het genre vechtspellen. Het is de voorloper van de Fatal Fury-serie.

## Verhaal
Centraal in het verhaal van de spelserie staat de ontvoering van Yuri, de zus van hoofdpersoon Ryo Sakazaki. In navolging van het spel focust de serie zich op de verwikkelingen van de familie Sakazaki en hun karate vechtstijl. De personages zijn ook terug te vinden in de The King of Fighters-serie spellen.

## Gameplay
Art of Fighting was het eerste spel met een z.g. Super-Bar, en introduceerde ook de Spirit-meter en Desperation-beweging. Onder deze laatste verstaat men een vorm van wanhoop die uit verschillende gecombineerde trappen en stoten bestaat. De Spirit-meter wordt handmatig opgeladen en bij elke speciale beweging verbruikt. Hierbij kan de speler sterkere acties uitdelen die meer schade veroorzaken.

## Spellen in de serie
- Art of Fighting (1992)
- Art of Fighting 2 (1994)
- Art of Fighting 3 - The Path of the Warrior (1996)

## Personages
- Eiji Kisaragi
- Kasumi Todoh
- King
- Mr. Big
- Robert Garcia
- Ryo Sakazaki
- Ryuhaku Todoh
- Takuma Sakazaki
- Yuri Sakazaki
- Jack Turner
- Jin Fuha
- John Crawley
- Karman Cole
- Lee Pai Long
- Lenny Creston
- Micky Rodgers
- Rody Birts
- Sinclair
- Temjin
- Wang Koh-San
- Wyler